# Kentiopsis magnifica
Kentiopsis magnifica är en enhjärtbladig växtart som först beskrevs av Harold Emery Moore, och fick sitt nu gällande namn av Pintaud och Donald R. Hodel. Kentiopsis magnifica ingår i släktet Kentiopsis och familjen Arecaceae. IUCN kategoriserar arten globalt som sårbar. Inga underarter finns listade i Catalogue of Life.